# Sydney Symphony Orchestra

Logo

Das Sydney Symphony Orchestra (SSO), auch einfach Sydney Symphony genannt, ist ein Sinfonieorchester mit Sitz im Konzertsaal des Sydney Opera House in Sydney, Australien. Das Sydney Symphony ist das größte Orchester Australiens und eines der führenden im asiatisch-pazifischen Raum.
Das Orchester wurde 1932 vom Australischen Rundfunk als National Broadcasting Symphony Orchestra gegründet. Bereits in den 1930er Jahren wurde es von Dirigenten wie Antal Doráti und Thomas Beecham geleitet. 1946 erhielt das Orchester seinen heutigen Namen. Erster Chefdirigent wurde 1947 Eugene Goossens. Goossens setzte sich stark für die Aufführung zeitgenössischer Musik, aber auch für den Bau eines Konzert- und Opernhauses (des 1973 eröffneten Sydney Opera House) ein.
Das Sydney Symphony Orchestra spielt alljährlich für rund 350.000 Zuhörer (auch in Freilichtkonzerten). Es tritt wöchentlich zusammen mit bedeutenden internationalen Dirigenten und Solisten im Sydney Opera House auf und setzt sich u. a. für die Aufführung zeitgenössischer australischer Komponisten ein. Internationale Tourneen führten das Orchester nach Europa (1965, 1974, 1995, 2008, 2010, 2018), in die USA (1988, 1998) sowie nach Japan (1996, 2006, 2011), Südkorea, China, Taiwan und Malaysien.
Von 2009 bis 2014 war Vladimir Ashkenazy Chefdirigent. 2014 folgte ihm David Robertson als Chefdirigent.
Im Dezember 2019 wurde bekannt, dass Simone Young 2022 Chefdirigentin werden soll.
Zu den bedeutenden früheren Chefdirigenten zählen u. a. Eugene Goossens (1947–1956), Willem van Otterloo (1971–1978), Charles Mackerras (1982–1985), Edo de Waart (1993–2003) und Gianluigi Gelmetti (2004–2008).